# Kiekie bernali
Espèce
Kiekie bernali est une espèce d'araignées aranéomorphes de la famille des Ctenidae.

## Distribution
Cette espèce est endémique de la province de Chiriquí au Panama,. Elle se rencontre vers la réserve Fortuna.

## Description
Le mâle holotype mesure 10,60 mm et la femelle paratype 12,22 mm, les mâles mesurent de 9,70 à 10,60 mm et les femelles de 12,22 à 15,22 mm.

## Systématique et taxinomie
Cette espèce a été décrite par Hazzi et Hormiga en 2024.

## Étymologie
Cette espèce est nommée en l'honneur de Juan Bernal.

## Publication originale
(mai 2024).
- Hazzi & Hormiga, 2024 : « Systematics, distribution patterns and historical biogeography of the Central America wandering spider genus Kiekie Polotow & Brescovit, 2018 (Araneae: Ctenidae). » PeerJ, vol. 12, no e17242, p. 1-55 (texte intégral).